# Louis Beirnaert
Louis Beirnaert, né le 2 avril 1906 à Ascq (France) et décédé le 30 avril 1985 à Paris, est un prêtre jésuite français et psychanalyste. Ses recherches et écrits sont particulièrement concernés par la rencontre entre psychanalyse et religion.

## Biographie
Louis Beirnaert naît à Ascq, près de Lille, en 1906 dans une famille flamande de tradition profondément chrétienne. Il entre chez les Jésuites à l’âge de dix-sept ans. Après ses études à Rome qu'il termine en 1939-1940, il devient aumônier d’étudiants et fait partie sous l'Occupation d’un réseau de résistance. Il est professeur de philosophie au collège de Reims, puis de théologie dogmatique au théologat des jésuites français à Enghien (Belgique). Il découvre alors la psychanalyse par Françoise Dolto et Daniel Lagache (auprès de qui il se fait analyser) et surtout grâce à Jacques Lacan. 
Le père Beirnaert devient membre de la Société française de psychanalyse. Son article « La sanctification dépend-elle du psychisme ? » fait grand bruit dans les années 1950. Après l'encyclique de Pie XII, Humani generis, en 1950, un certain nombre de jésuites sont écartés de leurs chaires d'enseignement ou de leurs revues, comme proches de la nouvelle théologie, du dialogue marxiste (le matérialisme dialectique), l'existentialisme, etc. Le père Beirnaert fait aussi face à la critique.
Il est le cofondateur en 1953 de l'Association internationale d'études médicopsychologiques et religieuses, avec le père Bruno de Jésus-Marie ocd et le Docteur Charles-Henri Nodet, puis en 1961 de l'Association médicopsychologique d'aide aux religieux avec le prêtre dominicain Albert Plé . Il quitte la SFP pour rejoindre l'École freudienne de Paris. Durant cette période, il est également le rédacteur de la revue Études, « pour les problèmes de morale, de psychologie et de psychanalyse ». Lorsque l'École freudienne de Paris est dissoute en 1980, il fonde 'Errata', sa propre école de psychanalyse. 
Il faut attendre la fin du Concile Vatican II pour que les disciplines psychanalytiques ne soient plus considérées comme néfastes par les autorités ecclésiastiques  de l'Église catholique. Le père Beirnaert s'en réjouit dans un article de la revue Études. Toute sa vie, il collabore à cette revue phare des Jésuites, s'intéressant aussi bien aux problèmes sociaux, que littéraires et bien sûr au domaine de la spiritualité. Selon Jacques Sédat, il aura exercé « une influence considérable pour favoriser les relations entre la psychanalyse et l'Église catholique ». Beaucoup de ses articles portent sur la psychanalyse, l'éthique et la confrontation de la psychanalyse et du christianisme.
Le père Louis Beirnaert meurt le 30 avril 1985 à Paris. Il avait 79 ans.

## Quelques publications
- Aux frontières de l'acte analytique: La Bible, Saint Ignace, Freud et Lacan, éditions du Seuil, 1987 (recueil de textes)[7]
- « L'indissolubilité du couple », in Études, no 446, janvier 1977
- « Les psychologues face à la formation sacerdotale religieuse », in Études, no 331, novembre 1969
- Expérience chrétienne et psychologie, Paris, Éd. de l’Épi, 1964.
- « Célibat sacerdotal et sexualité », in Études, no 321, mars 1964
- « Rôle et attitude du conseiller moral », in Études, no 317, avril-mai-juin 1963, p. 159.
- « L'Algérie en proie à la peur », in Études, no 305, avril 1960.
- « Pratique de la direction spirituelle et psychanalyse », in Direction spirituelle et psychologie, Études carmélitaines, éd. Desclée de Brouwer, 15 mai 1951, p. 322.
- « La sanctification dépend-elle du psychisme ? », in Études, no 266, 1950.
- Pour un christianisme de choc, Paris, éd. La Mulatière, Rhône, éd. de l'Orante, 1942.